# Asarum himalaicum
Asarum himalaicum Hook.f. & Thomson ex Klotzsch – gatunek rośliny z rodziny kokornakowatych (Aristolochiaceae Juss.). Występuje naturalnie w Indiach, Nepalu, Bhutanie oraz Chinach (w prowincjach Gansu, Kuejczou, Shaanxi, Syczuan, zachodniej części Hubei i w Tybetańskim Regionie Autonomicznym).

## Morfologia
PokrójBylina tworząca kłączami. Pędy są nieco owłosione.
LiściePojedyncze, mają sercowaty kształt. Mierzą 4–8 cm długości oraz 6,5–11 cm szerokości. Są owłosione od spodu. Blaszka liściowa jest o sercowatej nasadzie i krótko spiczastym wierzchołku. Ogonek liściowy jest nagi i dorasta do 10–25 cm długości.
KwiatySą promieniste, obupłciowe, pojedyncze, wyprostowane. Okwiat ma niemal dzwonkowaty kształt i purpurową barwę, dorasta do 1–1,5 cm długości oraz 1–1,5 cm szerokości. Listki okwiatu mają trójkątny kształt i są odwinięte. Zalążnia jest dolna ze zrośniętymi słupkami.

## Biologia i ekologia
Rośnie w lasach mieszanych, w miejscach wilgotnych. Występuje na wysokości od 1300 do 3100 m n.p.m. Kwitnie od kwietnia do czerwca.